# بزرگترین شهرهای جنوب کالیفرنیا
در این فهرست ۱۰۰ شهر بزرگتر در جنوب کالیفرنیا بر پایه جمعیت لیست شده است.
| بزرگترین شهرها در جنوب کالیفرنیا - ۱ – لس آنجلس - ۲ - سن دیگو - ۳ - لانگ بیچ، کالیفرنیا - ۴ - بیکرزفیلد، کالیفرنیا - ۵ - آناهایم، کالیفرنیا - ۶ - سانتا آنا، کالیفرنیا - ۷ - ریورساید، کالیفرنیا - ۸ - چولا ویستا، کالیفرنیا - ۹ - ارواین، کالیفرنیا - ۱۰ - سن برناردینو، کالیفرنیا - ۱۱ - اوکس نارد، کالیفرنیا - ۱۲ - فونتانا، کالیفرنیا - ۱۳ - مورنو ولی، کالیفرنیا - ۱۴ - هانتینگتون بیچ، کالیفرنیا - ۱۵ - گلندیل (کالیفرنیا) - ۱۶ - سانتا کلاریتا، کالیفرنیا - ۱۷ - گاردن گروو، کالیفرنیا - ۱۸ - اوشن ساید، کالیفرنیا - ۱۹ - رانچو کوکامونگا، کالیفرنیا - ۲۰ - انتاریو، کالیفرنیا - ۲۱ - کورونا، کالیفرنیا - ۲۲ - لنکستر، کالیفرنیا - ۲۳ - پام دیل، کالیفرنیا - ۲۴ - پومونا، کالیفرنیا - ۲۵ - اسکاندیدو، کالیفرنیا - ۲۶ - تورانس، کالیفرنیا - ۲۷ - پاسادینا، کالیفرنیا - ۲۸ - اورنج، کالیفرنیا - ۲۹ - فولرتون، کالیفرنیا - ۳۰ - تاوزند اوکس - ۳۱ - سیمی ولی، کالیفرنیا - ۳۲ - ویکتور ویل، کالیفرنیا - ۳۳ - ال مونته، کالیفرنیا - ۳۴ - دونی، کالیفرنیا - ۳۵ - کوستا مسا، کالیفرنیا - ۳۶ - کارلس‌بد، کالیفرنیا - ۳۷- اینگلوود، کالیفرنیا - ۳۸ - ونتورا، کالیفرنیا - ۳۹ - تموکولا، کالیفرنیا - ۴۰ - وست کووینا، کالیفرنیا۴۰ - وست کووینا، کالیفرنیا - ۴۱ - موریتا، کالیفرنیا - ۴۲ - نورواک، کالیفرنیا - ۴۳ - بربنک، کالیفرنیا - ۴۴ - سانتا ماریا، کالیفرنیا - ۴۵ - ال کاجون، کالیفرنیا - ۴۶ - ریالتو، کالیفرنیا - ۴۷ - کامپتن، کالیفرنیا - ۴۸ - سوت گیت، کالیفرنیا - ۴۹ - ویستا، کالیفرنیا - ۵۰ - میشن ویجو، کالیفرنیا - ۵۱ - کارسون، کالیفرنیا - ۵۲ - هسپریا، کالیفرنیا - ۵۳ - سنتا مونیکا، کالیفرنیا - ۵۴ - وست مینستر، کالیفرنیا - ۵۵ - سنتا باربارا، کالیفرنیا |

| ردیف | شهر             | شهرستان       | جمعیت     |
| ---- | --------------- | ------------- | --------- |
| ۱    | لس آنجلس        | لس‌آنجلس       | ۳٬۹۲۸٬۳۶۴ |
| ۲    | سن دیگو         | سن دیگو       | ۱٬۳۸۱٬۰۶۹ |
| ۳    | لانگ بیچ        | لس‌آنجلس       | ۴۷۳٬۵۷۷   |
| ۴    | بیکرزفیلد       | کرن           | ۳۶۸٬۷۵۹   |
| ۵    | آناهایم         | اورنج         | ۳۴۶٬۹۹۷   |
| ۶    | سانتا آنا       | اورنج         | ۳۳۴٬۹۰۹   |
| ۷    | ریورساید        | ریورساید      | ۳۱۹٬۵۰۴   |
| ۸    | چولا ویستا      | سن دیگو       | ۲۶۰٬۹۸۸   |
| ۹    | ارواین          | اورنج         | ۲۴۸٬۵۳۱   |
| ۱۰   | سن برناردینو    | سن برناردینو  | ۲۱۵٬۲۱۳   |
| ۱۱   | اوکس نارد       | ونتورا        | ۲۰۵٬۴۳۷   |
| ۱۲   | فونتانا         | سن برناردینو  | ۲۰۴٬۹۵۰   |
| ۱۳   | مورنو ولی       | ریورساید      | ۲۰۲٬۹۷۶   |
| ۱۴   | هانتینگتون بیچ  | اورنج         | ۲۰۰٬۸۰۹   |
| ۱۵   | گلندیل          | لس‌آنجلس       | ۲۰۰٬۱۶۷   |
| ۱۶   | سانتا کلاریتا   | لس‌آنجلس       | ۱۸۱٬۵۵۷   |
| ۱۷   | گاردن گروو      | اورنج         | ۱۷۵٬۰۷۸   |
| ۱۸   | اوشن ساید       | سن دیگو       | ۱۷۴٬۵۵۸   |
| ۱۹   | رانچو کوکامونگا | سن برناردینو  | ۱۷۴٬۳۰۵   |
| ۲۰   | انتاریو         | سن برناردینو  | ۱۶۹٬۰۸۹   |
| ۲۱   | کورونا          | ریورساید      | ۱۶۱٬۴۸۶   |
| ۲۲   | لنکستر          | لس‌آنجلس       | ۱۶۱٬۰۴۳   |
| ۲۳   | پام دیل         | لس‌آنجلس       | ۱۵۸٬۲۷۹   |
| ۲۴   | پومونا          | لس‌آنجلس       | ۱۵۳٬۳۵۰   |
| ۲۵   | اسکاندیدو       | سن دیگو       | ۱۵۰٬۲۴۳   |
| ۲۶   | تورانس          | لس‌آنجلس       | ۱۴۸٬۴۹۵   |
| ۲۷   | پاسادینا        | لس‌آنجلس       | ۱۴۰٬۸۸۱   |
| ۲۸   | اورنج           | اورنج         | ۱۳۹٬۸۱۲   |
| ۲۹   | فولرتون         | اورنج         | ۱۳۹٬۶۷۷   |
| ۳۰   | تاوزند اوکس     | ونتورا        | ۱۲۹٬۳۴۲   |
| ۳۱   | سیمی ولی        | ونتورا        | ۱۲۶٬۸۷۱   |
| ۳۲   | ویکتور ویل      | سن برناردینو  | ۱۲۱٬۹۰۱   |
| ۳۳   | ال مونته        | لس‌آنجلس       | ۱۱۶٬۶۳۱   |
| ۳۴   | دونی            | لس‌آنجلس       | ۱۱۴٬۱۷۲   |
| ۳۵   | کوستا مسا       | اورنج         | ۱۱۲٬۷۸۴   |
| ۳۶   | کارلس‌بد         | سن دیگو       | ۱۱۲٬۲۹۹   |
| ۳۷   | اینگلوود        | لس‌آنجلس       | ۱۱۱٬۹۰۵   |
| ۳۸   | ونتورا          | ونتورا        | ۱۰۹٬۴۸۴   |
| ۳۹   | تموکولا         | ریورساید      | ۱۰۹٬۴۲۸   |
| ۴۰   | وست کووینا      | لس‌آنجلس       | ۱۰۸٬۴۵۵   |
| ۴۱   | موریتا          | ریورساید      | ۱۰۸٬۴۶۶   |
| ۴۲   | نورواک          | لس‌آنجلس       | ۱۰۷٬۰۹۶   |
| ۴۳   | بربنک           | لس‌آنجلس       | ۱۰۵٬۳۶۸   |
| ۴۴   | سانتا ماریا     | سانتا باربارا | ۱۰۳٬۴۱۰   |
| ۴۵   | ال کاجون        | سن دیگو       | ۱۰۳٬۰۹۱   |
| ۴۶   | ریالتو          | سن برناردینو  | ۱۰۲٬۷۴۱   |
| ۴۷   | جوروپا ولی      | ریورساید      | ۹۸٬۸۴۲    |
| ۴۸   | کامپتن          | لس‌آنجلس       | ۹۸٬۵۹۷    |
| ۴۹   | ویستا           | سن دیگو       | ۹۸٬۰۷۹    |
| ۵۰   | میشن ویجو       | اورنج         | ۹۷٬۲۰۹    |
| ۵۱   | سوت گیت         | لس‌آنجلس       | ۹۶٬۳۱۲    |
| ۵۲   | کارسون          | لس‌آنجلس       | ۹۳٬۲۷۱    |
| ۵۳   | سنتا مونیکا     | لس‌آنجلس       | ۹۲٬۹۸۷    |
| ۵۴   | سان مارکوس      | سن دیگو       | ۹۲٬۹۸۹    |
| ۵۵   | هسپریا          | سن برناردینو  | ۹۲٬۷۴۹    |
| ۵۶   | وست مینستر      | اورنج         | ۹۲٬۰۶۸    |
| ۵۷   | سنتا باربارا    | سانتا باربارا | ۹۱٬۱۹۶    |
| ۵۸   | هاوتورن         | لس‌آنجلس       | ۸۷٬۵۸۳    |
| ۵۹   | وایتیر          | لس‌آنجلس       | ۸۷٬۳۱۸    |
| ۶۰   | نیوپورت بیچ     | اورنج         | ۸۷٬۲۶۶    |
| ۶۱   | ایندیو          | ریورساید      | ۸۵٬۶۳۳    |
| ۶۲   | آلهامبرا        | لس‌آنجلس       | ۸۵٬۵۶۹    |
| ۶۳   | منی فی          | ریورساید      | ۸۵٬۱۸۲    |
| ۶۴   | چینو            | سن برناردینو  | ۸۴٬۷۲۳    |
| ۶۵   | بیونا پارک      | اورنج         | ۸۳٬۱۰۵    |
| ۶۶   | همت             | ریورساید      | ۸۳٬۰۳۲    |
| ۶۷   | لیکوود          | لس‌آنجلس       | ۸۱٬۶۵۳    |
| ۶۸   | تاستین          | اورنج         | ۸۰٬۶۲۱    |
| ۶۹   | لیک فارست       | اورنج         | ۸۰٬۱۴۸    |
| ۷۰   | بلفلاور         | لس‌آنجلس       | ۷۸٬۲۳۶    |
| ۷۱   | بالدوین پارک    | لس‌آنجلس       | ۷۷٬۱۱۹    |
| ۷۲   | چینو هیلز       | سن برناردینو  | ۷۷٬۰۰۵    |
| ۷۳   | آپ لند          | سن برناردینو  | ۷۶٬۰۴۳    |
| ۷۴   | پریس            | ریورساید      | ۷۳٬۷۵۶    |
| ۷۵   | لینوود          | لس‌آنجلس       | ۷۱٬۸۳۹    |
| ۷۶   | اپل ولی         | سن برناردینو  | ۷۱٬۵۹۵    |
| ۷۷   | ردلندز          | سن برناردینو  | ۷۰٬۶۲۲    |
| ۷۸   | ردوندو بیچ      | لس‌آنجلس       | ۶۸٬۱۴۹    |
| ۷۹   | یوربا لیندا     | اورنج         | ۶۷٬۸۲۶    |
| ۸۰   | کاماریلو        | ونتورا        | ۶۶٬۹۲۳    |
| ۸۱   | لاگونا نیگوئل   | اورنج         | ۶۵٬۴۴۸    |
| ۸۲   | سان کلمنت       | اورنج         | ۶۵٬۳۲۶    |
| ۸۳   | پیکو ریورا      | لس‌آنجلس       | ۶۴٬۲۳۵    |
| ۸۴   | مونت‌بلو         | لس‌آنجلس       | ۶۳٬۹۲۹    |
| ۸۵   | انسینیتاس       | سن دیگو       | ۶۲٬۲۵۴    |
| ۸۶   | لا هابرا        | اورنج         | ۶۲٬۰۶۶    |
| ۸۷   | مونته ری پارک   | لس‌آنجلس       | ۶۱٬۴۵۸    |
| ۸۸   | گاردنا          | لس‌آنجلس       | ۶۰٬۳۹۵    |
| ۸۹   | نشنال سیتی      | سن دیگو       | ۶۰٬۳۴۳    |
| ۹۰   | لیک ال سینور    | ریورساید      | ۶۰٬۰۲۹    |
| ۹۱   | هانتینگتون پارک | لس‌آنجلس       | ۵۹٬۳۶۲    |
| ۹۲   | لا مسا          | سن دیگو       | ۵۹٬۱۷۷    |
| ۹۳   | آرکادیا         | لس‌آنجلس       | ۵۸٬۲۳۲    |
| ۹۴   | سانتی           | سن دیگو       | ۵۷٬۰۵۲    |
| ۹۵   | ایست ویل        | ریورساید      | ۵۷٬۰۱۶    |
| ۹۶   | فانتین ولی      | اورنج         | ۵۷٬۰۱۰    |
| ۹۷   | دیاموند بار     | لس‌آنجلس       | ۵۶٬۷۸۴    |
| ۹۸   | پارامونت        | لس‌آنجلس       | ۵۵٬۴۰۶    |
| ۹۹   | رزمید           | لس‌آنجلس       | ۵۴٬۹۴۷    |
| ۱۰۰  | هایلند          | سن برناردینو  | ۵۴٬۶۵۱    |